# Nicolas-Joseph Poisson
Pour les articles homonymes, voir Poisson et Poisson (homonymie).
Nicolas-Joseph Poisson est un écrivain ecclésiastique né à Paris en 1637 et mort à Lyon en 1710. 
A vingt-trois ans, il entra dans la congrégation de l’Oratoire, adopta les idées de Descartes et entreprit d’écrire un commentaire général sur les œuvres de ce philosophe ; mais, après avoir publié des Remarques sur la Méthode (Vendôme, 1671, in-8°), il renonça à poursuivre son projet dans la crainte de compromettre sa congrégation, déjà persécutée par les partisans d’Aristote comme favorable à la philosophie nouvelle, et, pour le même motif, il refusa d’écrire une vie de Descartes que lui demandait la reine Christine. 
En 1677, il se rendit à Rome, chargé par les évêques d’Arras et de Saint-Pont de présenter secrètement au pape Innocent XI un mémoire rédigé par Nicole contre les casuistes relâchés et demandant la condamnation de soixante-cinq propositions. L’objet de sa mission ayant été divulgué, Poisson fut rappelé sur l'ordre du père La Chaise et relégué à Nevers par une lettre de cachet (1679). 
Son mérite et son savoir lui acquirent bientôt la confiance et la faveur de l’évêque de cette ville, qui le nomma son grand vicaire et le chargea de diriger son séminaire. Après la mort de ce prélat (1705), il se retira chez les oratoriens de Lyon et y termina sa vie.

## Œuvres
On a de lui : 
- Acta Ecclesiæ Mediolanensis sub sancto Carolo (Lyon, 1681-1683, 2 vol. in-fol.), recueil curieux contenant des pièces intéressantes traduites de l’italien en latin ;
- Delectus actorum Ecclesis universalis (Lyon, 1706, 2 vol. in-fol.), abrégé de la collection des conciles.

On lui doit aussi plusieurs ouvrages manuscrits et une traduction française du Traité de la mécanique et de l’Abrégé de musique de Descartes (Paris, 1668, in-4°).

## Source
« Nicolas-Joseph Poisson », dans Pierre Larousse, Grand dictionnaire universel du XIXe siècle, Paris, Administration du grand dictionnaire universel, 15 vol., 1863-1890 [détail des éditions].